# Volodia Teitelboim

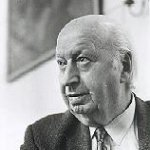
Volodia Teitelboim

Volodia Valentín Teitelboim Volosky (* 17. März 1916 in Chillán; † 31. Januar 2008 in Santiago de Chile) war ein chilenischer Schriftsteller und Mitglied der Kommunistischen Partei Chiles.

## Leben
Teitelboims Vorfahren waren jüdische Einwanderer aus der Ukraine. Er studierte Jura an der Universidad de Chile und veröffentlichte 1943 den Essay „El amanecer del capitalismo y la conquista de América“ („Das Heraufdämmern des Kapitalismus und die Eroberung Amerikas“). Ab 1961 war er Parlamentsabgeordneter, danach 1965–1973 Senator. Nach dem Pinochet-Putsch ging er nach Moskau ins Exil.
Teitelboim wurde besonders als Freund von Pablo Neruda bekannt, über den er auch (ebenso wie über Jorge Luis Borges, Gabriela Mistral und Vicente Huidobro) eine Biografie verfasste. 2002 erhielt er den chilenischen Nationalpreis für Literatur.
Er war der Adoptivvater des Physikers Claudio Teitelboim.

## Werke (Auswahl)
- Hijo del salitre (Sohn des Salpeters, 1952)
- Das Lied der Pampa (Verlag Volk und Welt, Berlin 1955)
- Pisagua. La semilla en la arena (Pisagua. Das Samenkorn im Sand, 1957)
- El pan y las estrellas (Das Brot und die Sterne, 1973)
- Pólvora del exilio (Das Schießpulver des Exils, 1976)
- Der innere Krieg (Aufbau-Verlag, Berlin 1983)
- La palabra y la sangre (Das Wort und das Blut, 1986)
- Pablo Neruda. Ein Lebensweg  (Aufbau-Verlag, Berlin 1987)